# David Bagration (mort en 966)
Pour les articles homonymes, voir David Bagration (régent de Géorgie) et Bagration.
David Bagration, aussi nommé David Magistros (mort en 966), est un prince géorgien du Xe siècle, de la famille des Bagrations.
David Bagration est le fils cadet du prince Adarnassé XI Bagration, lui-même petit-fils du roi Adarnassé IV d'Ibérie. La Chronique géorgienne du XVIIIe siècle lui donne le titre d'eristavi (grand-duc). Il aurait également reçu le titre byzantin de magistros.
David Bagration meurt avant son frère aîné Bagrat sans descendance en 966.

## Existence en doute
Certains auteurs comme Cyrille Toumanoff ne retiennent pas ce prince, en conséquence du fait qu'ils considèrent Adarnassé XI Bagration comme un doublon dans la Chronique d'Adarnassé V d'Ibérie le Curopalate, mort en 961, qui est également père de deux fils nommés Bagrat (mort en 966) et David le Grand Curopalate.